# IV Liga Gallega de Fútbol Americano
La IV Liga Gallega de Fútbol Americano è stata la 4ª edizione del campionato di football americano, organizzato dalla AGFA.

## Squadre partecipanti
| Club                  | Città                  | Stadio | Sponsor ufficiale | Risultato nella stagione 2014 |
| --------------------- | ---------------------- | ------ | ----------------- | ----------------------------- |
| A Estrada Bestas      | A Estrada              |        |                   |                               |
| Santiago Black Ravens | Santiago di Compostela |        |                   |                               |
| Cazuza Towers         | La Coruña              |        |                   |                               |
| Vigo Guardians        | Vigo                   |        |                   |                               |

## Stagione regolare

### Calendario

#### 1ª giornata
| Cambre 8 novembre 2015, ore 19:00 | Cazuza Towers | 14 – 21 | Santiago Black Ravens | Campo Dani Mallo |

#### 2ª giornata
| A Estrada 23 novembre 2015, ore 17:00 | A Estrada Bestas | 15 – 35 | Vigo Guardians | Campo de A Baiuca |

#### 3ª giornata
| A Estrada 29 novembre 2015, ore 17:00 | A Estrada Bestas | 0 – 53 | Cazuza Towers | Campo de Callobre |

#### 4ª giornata
| Coruxo 13 dicembre 2015, ore 17:00 | Vigo Guardians | 26 – 47 | Santiago Black Ravens | Campo de Fragoselo |

#### 5ª giornata
| Cambre 10 gennaio 2016, ore 19:30 | Cazuza Towers | 46 – 0 | Vigo Guardians | Campo Dani Mallo |

#### 6ª giornata
| Santiago di Compostela 17 gennaio 2016, ore 17:00 | Santiago Black Ravens | 39 – 7 | A Estrada Bestas | Campo Municipal de Santa Isabel |

#### 7ª giornata
| Santiago di Compostela 31 gennaio 2016, ore 17:00 | Santiago Black Ravens | 0 – 12 | Cazuza Towers | Campo Municipal de Santa Isabel |

#### 8ª giornata
| Coruxo 7 febbraio 2016, ore 17:00 | Vigo Guardians | 33 – 20 | A Estrada Bestas | Campo de Fragoselo |

#### 9ª giornata
| Cambre 21 febbraio 2016, ore 11:00 | Cazuza Towers | 58 – 0 | A Estrada Bestas | Campo Dani Mallo |

#### 10ª giornata
| Santiago di Compostela 28 febbraio 2016, ore 17:00 | Santiago Black Ravens | 59 – 0 | Vigo Guardians | Campo Municipal de Santa Isabel |

#### 11ª giornata
| Coruxo 13 marzo 2016, ore 17:00 | Vigo Guardians | 8 – 48 | Cazuza Towers | Campo de Fragoselo |

#### 12ª giornata
| A Estrada 19 marzo 2016, ore 19:00 | A Estrada Bestas | 0 – 36 | Santiago Black Ravens | Campo Municipal Manuel Regueiro |

### Classifica
La classifica della regular season è la seguente:
- PCT = percentuale di vittorie, G = partite giocate, V = partite vinte,  P = partite perse, PF = punti fatti, PS = punti subiti

| Pos. | Squadra               | PCT   | G | V | N | P | PF  | PS  |
| ---- | --------------------- | ----- | - | - | - | - | --- | --- |
| 1    | Cazuza Towers         | .333  | 6 | 5 | 0 | 1 | 231 | 29  |
| 2    | Santiago Black Ravens | '.833 | 6 | 5 | 0 | 1 | 202 | 59  |
| 3    | Vigo Guardians        | .333  | 6 | 2 | 0 | 4 | 102 | 235 |
| 4    | A Estrada Bestas      | .000  | 6 | 0 | 0 | 6 | 42  | 254 |

## Verdetti
- Cazuza Towers Campioni della LGFA